# 1984 في اليابان
فيما يلي قوائم الأحداث التي وقعت خلال عام 1984 في اليابان.

## سياسة

### انتهاء فترة المنصب
- 1 نوفمبر – يوشيرو موري وزير التعليم  [لغات أخرى]‏.

## برامج ومسلسلات وأنمي
- المحقق غادجيت

## مواليد

### يناير
- 5 يناير – ناو ناغاساوا
- 6 يناير – شوتا كاننو لاعب كرة قدم ياباني.
- 8 يناير – كازويا مايدا لاعب كرة قدم ياباني.
- 10 يناير – ريوتا تاكاسوجي لاعب كرة قدم ياباني.
- 15 يناير – تسوباسا يوناغا
- 17 يناير – توشيوكي إيغاراشي ملاكم ياباني.
- 18 يناير – ماكوتو هاسيبه لاعب كرة قدم ياباني.
- 22 يناير – يوتا بابا لاعب كرة قدم ياباني.
- 24 يناير – يانا توبوسو مانغاكا يابانية.
- 25 يناير – أكيكو يونيمورا لاعبة كرة مضرب يابانية.
- 27 يناير – كينيتشي نوزاوا لاعب كرة قدم ياباني.

### فبراير
- 9 فبراير – تاكانوري ناكاجيما لاعب كرة قدم ياباني.
- 14 فبراير – نوريو سوزوكي لاعب كرة قدم ياباني.
- 19 فبراير – دايجو إيماي لاعب كرة قدم ياباني.
- 19 فبراير – ماسارو أكيبا لاعب كرة قدم ياباني.
- 21 فبراير – شينغو كونيدا
- 28 فبراير – أكيرا ماروتاني لاعب كرة قدم ياباني.

### مارس
- 2 مارس – جونغ تاي سي لاعب كرة قدم كوري شمالي.
- 2 مارس – هيروتو موجي لاعب كرة قدم ياباني.
- 3 مارس – كاناكو توجو مؤدّية صوت يابانية.
- 9 مارس – كينتا توكوشيجي لاعب كرة قدم ياباني.
- 11 مارس – ساتوشي تاكاهاشي لاعب كرة قدم ياباني.
- 13 مارس – كوج هيروسي لاعب كرة قدم ياباني.
- 18 مارس – سوتارو سادا لاعب كرة قدم ياباني.
- 24 مارس – جونغو فوجيموتو لاعب كرة قدم ياباني.
- 28 مارس – تاكورو ياجيما لاعب كرة قدم ياباني.

### أبريل
- 1 أبريل – يوتا ساتو ملاكم ياباني.
- 3 أبريل – شوجو ساكوراي لاعب كرة قدم ياباني.
- 5 أبريل – تاإيشي تسونادإ لاعب كرة قدم ياباني.
- 5 أبريل – كيشو يانو لاعب كرة قدم ياباني.
- 6 أبريل – تاكاهيرو آو ملاكم ياباني.
- 10 أبريل – ريو أوكادا لاعب كرة قدم ياباني.
- 10 أبريل – ماساكي يوشيدا لاعب كرة قدم ياباني.
- 15 أبريل – شوجو توكيهيسا لاعب كرة قدم ياباني.
- 17 أبريل – يوكي أوكوبو لاعب كرة قدم ياباني.
- 18 أبريل – ساتوشي هيدا لاعب كرة قدم ياباني.
- 19 أبريل – ماساتو كاتاياما لاعب كرة قدم ياباني.
- 21 أبريل – تاك أكاشي لاعب كرة قدم ياباني.
- 22 أبريل – يوكيهيرو ياماسي لاعب كرة قدم ياباني.
- 26 أبريل – كين يوري لاعب كرة قدم ياباني.
- 27 أبريل – نوبويوكي آبي لاعب كرة قدم ياباني.
- 27 أبريل – يوسوكي موراكامي لاعب كرة قدم ياباني.
- 28 أبريل – توشيوكي تويوناغا
- 29 أبريل – شونسوكي موري لاعب كرة قدم ياباني.

### مايو
- 1 مايو – أتسوشي كيمورا لاعب كرة قدم ياباني.
- 1 مايو – كوياما كيتشيرو مغني ياباني.
- 3 مايو – تاكانوري سوقانو لاعب كرة قدم ياباني.
- 6 مايو – تاداو فوكوي لاعب كرة قدم ياباني.
- 8 مايو – تاكاهيرو ياماغوتشي لاعب كرة قدم ياباني.
- 9 ديسمبر – مايوكي ماكيغوتشي مؤدّية صوت يابانية.
- 11 مايو – تاكافومي ميكورييا لاعب كرة قدم ياباني.
- 14 مايو – تاكاشي ميورا ملاكم ياباني.
- 14 مايو – ريوسوكي تاكاياسو لاعب كرة قدم ياباني.
- 14 مايو – كوسوكي كيمورا لاعب كرة قدم ياباني.
- 14 مايو – كينتارو أوي لاعب كرة قدم ياباني.
- 16 مايو – أكيهيرو ساكاتا لاعب كرة قدم ياباني.
- 17 مايو – شينيا حتا لاعب كرة قدم ياباني.
- 19 مايو – تاكويا ساتو مؤدّي صوت ياباني.
- 20 مايو – ري ميزونا
- 21 مايو – تيتسويا يانو لاعب كرة قدم ياباني.
- 22 مايو – هيسانوري اوغاوا لاعب كرة قدم ياباني.
- 24 مايو – يوجي يابو لاعب كرة قدم ياباني.
- 27 مايو – يامشيتا يوشيدا لاعب كرة قدم ياباني.
- 30 مايو – ماساهارو كاواهارا لاعب كرة قدم ياباني.
- 31 مايو – شو ناروش لاعب كرة قدم ياباني.

### يونيو
- 3 يونيو – هيديوكي ناكامورا لاعب كرة قدم ياباني.
- 4 يونيو – أتسويا أوتا
- 4 يونيو – كيوهيرو هيراباياشي لاعب كرة قدم ياباني.
- 7 يونيو – شو آبي لاعب كرة قدم ياباني.
- 11 يونيو – شوهي ياناغيأساكي لاعب كرة قدم ياباني.
- 11 يونيو – ناويا أوتاكي لاعب كرة قدم ياباني.
- 12 يونيو – يوكي تاكاهاشي متسابق دراجات نارية ياباني.
- 13 يونيو – تاكويا موجوروما لاعب كرة قدم ياباني.
- 13 يونيو – ريوجي أكيبا لاعب كرة قدم ياباني.
- 13 يونيو – كاوري إيكو مصارعة هاوية يابانية.
- 13 يونيو – ناأويوكي أوكاموتو لاعب كرة قدم ياباني.
- 14 يونيو – ناوكي كوجوري لاعب كرة قدم ياباني.
- 16 يونيو – يوكي ناكاجيما لاعب كرة قدم ياباني.
- 18 يونيو – متسوتادا إيكيدا لاعب كرة قدم ياباني.
- 19 يونيو – جون تامانو لاعب كرة قدم ياباني.
- 19 يونيو – شوجو ناكاي لاعب كرة قدم ياباني.
- 20 يونيو – ماسايوكي ميكاوا لاعب كرة قدم ياباني.
- 22 يونيو – يوكي أونو
- 24 يونيو – تاتسورو كيمورا لاعب كرة قدم ياباني.
- 24 يونيو – جونيا هوسوكاوا لاعب كرة قدم ياباني.
- 26 يونيو – ريو ياماموتو لاعب كرة قدم ياباني.
- 26 يونيو – يوكي ماكي لاعب كرة قدم ياباني.
- 29 يونيو – توموهيتو شوغو لاعب كرة قدم ياباني.
- 30 يونيو – يويتشي كاميمارو لاعب كرة قدم ياباني.

### يوليو
- 1 يوليو – يسي توميوكا لاعب كرة قدم ياباني.
- 2 يوليو – تاسوكو إيشيكاوا لاعب كرة قدم ياباني.
- 3 يوليو – شوتا سوزوكي لاعب كرة قدم ياباني.
- 3 يوليو – ماكوتو نيشينو لاعب كرة قدم ياباني.
- 4 يوليو – أكانيشي جين
- 6 يوليو – تاكومي إشيزاكي لاعب كرة سلة ياباني.
- 7 يوليو – كوجي نيشيمورا لاعب كرة قدم ياباني.
- 9 يوليو – ساتشي كوكوريو
- 12 يوليو – يوشينو نانجو
- 14 يوليو – نوريتوم هارادا لاعب كرة قدم ياباني.
- 16 يوليو – شوتا إيماي لاعب كرة قدم ياباني.
- 21 يوليو – كي أوموتو لاعب كرة قدم ياباني.
- 24 يوليو – كينسوكي فوكودا لاعب كرة قدم ياباني.
- 30 يوليو – ريوهيه كيمورا

### أغسطس
- 2 أغسطس – ياسوهيرو تاناكا لاعب كرة قدم ياباني.
- 3 أغسطس – ماساتيرو تسجيتا لاعب كرة قدم ياباني.
- 8 أغسطس – تاكاشي كوراموتو لاعب كرة قدم ياباني.
- 9 أغسطس – يوشي إيتو لاعب كرة قدم ياباني.
- 10 أغسطس – كوتا فوكاتسو لاعب كرة قدم ياباني.
- 14 أغسطس – كازوتو تسيوكي لاعب كرة قدم ياباني.
- 14 أغسطس – كينتارو ساتو لاعب كرة قدم ياباني.
- 14 أغسطس – ناوكي إيشيهارا لاعب كرة قدم ياباني.
- 19 أغسطس – ريوتا أوكي لاعب كرة قدم ياباني.
- 22 أغسطس – كينتا ماتسودا لاعب كرة قدم ياباني.
- 23 أغسطس – كيسوكي كيموتو لاعب كرة قدم ياباني.
- 24 أغسطس – يوشيهيرو اوشيمورا لاعب كرة قدم ياباني.
- 25 أغسطس – يوشيزومي أوغوا لاعب كرة قدم ياباني.
- 28 أغسطس – كوسيإي شيباساكي لاعب كرة قدم ياباني.
- 28 أغسطس – كوهي كودو لاعب كرة قدم ياباني.
- 31 أغسطس – يويداي ناكاجيما لاعب كرة قدم ياباني.

### سبتمبر
- 5 سبتمبر – جو سويدا لاعب كرة مضرب ياباني.
- 8 سبتمبر – نوريوكي ساكاموتو لاعب كرة قدم ياباني.
- 10 سبتمبر – ياسوميتشي أوتشيما لاعب كرة قدم ياباني.
- 17 سبتمبر – يوسوكي اوكادا لاعب كرة سلة ياباني.
- 21 سبتمبر – ماريكا ماتسوموتو
- 21 سبتمبر – ناوكي سوغا لاعب كرة قدم ياباني.
- 22 سبتمبر – يوكيا أراشيرو درّاج طريق ياباني.
- 24 سبتمبر – ياسوك إيشيداتا لاعب كرة قدم ياباني.

### أكتوبر
- 1 أكتوبر – ماساهيكو كيمورا لاعب كرة قدم ياباني.
- 3 أكتوبر – تاتسويا يازاوا لاعب كرة قدم ياباني.
- 3 أكتوبر – تاكانوبو كوماياما لاعب كرة قدم ياباني.
- 5 أكتوبر – كيسوكي شودو لاعب كرة قدم ياباني.
- 5 أكتوبر – يوتارو آبي لاعب كرة قدم ياباني.
- 8 أكتوبر – جون أندو لاعب كرة قدم ياباني.
- 9 أكتوبر – ريونوسكي أوكاموتو لاعب كرة قدم ياباني.
- 10 أكتوبر – شياكي كورياما ممثلة وعارضة أزياء ومغنية يابانية.
- 12 أكتوبر – موتسومي تاماباياشي لاعب كرة قدم ياباني.
- 19 أكتوبر – ساكي فوجيتا
- 21 أكتوبر – جيسيكا ميتشيباتا
- 22 أكتوبر – تومويا أوسوا لاعب كرة قدم ياباني.
- 23 أكتوبر – ريوسوكي ماتسوأوكا لاعب كرة قدم ياباني.
- 23 أكتوبر – كينيتشي موري لاعب كرة قدم ياباني.
- 26 أكتوبر – دايسوكي يانو لاعب كرة قدم ياباني.
- 26 أكتوبر – يويتشي ياموتشي لاعب كرة قدم ياباني.
- 28 أكتوبر – كوشيرو موريتا لاعب كرة قدم ياباني.
- 30 أكتوبر – واتارو ناكاساتو لاعب كرة قدم ياباني.
- 31 أكتوبر – كينجي أكبان مؤدّي صوت ياباني.

### نوفمبر
- 1 نوفمبر – هاياتو ميدزكي لاعب كرة قدم ياباني.
- 6 نوفمبر – هيديكاز أوتاني لاعب كرة قدم ياباني.
- 7 نوفمبر – تاكاهيتو تشيبا لاعب كرة قدم ياباني.
- 8 نوفمبر – اريكا ميوشي مغنية يابانية.
- 8 نوفمبر – كينجي أداتشيهارا لاعب كرة قدم ياباني.
- 10 نوفمبر – ريويتشي كاميياما لاعب كرة قدم ياباني.
- 10 نوفمبر – كازويوكي موغيتا لاعب كرة قدم ياباني.
- 11 نوفمبر – توشيكازو إيري لاعب كرة قدم ياباني.
- 12 نوفمبر – توشييا تاناكا لاعب كرة قدم ياباني.
- 17 نوفمبر – إيكومي هياما
- 18 نوفمبر – أتسوشي إتشيمورا لاعب كرة قدم ياباني.
- 18 نوفمبر – تاكايوكي ناكاهارا لاعب كرة قدم ياباني.
- 20 نوفمبر – شو كيتانو لاعب كرة قدم ياباني.
- 20 نوفمبر – ناويا تامورا لاعب كرة قدم ياباني.
- 21 نوفمبر – ماساتومو كوبو لاعب كرة قدم ياباني.
- 23 نوفمبر – تاكويا سونودا لاعب كرة قدم ياباني.
- 23 نوفمبر – يوسوكي مايدا لاعب كرة قدم ياباني.
- 24 نوفمبر – ناويا كيكوتشي لاعب كرة قدم ياباني.
- 27 نوفمبر – إيزومي كيتا
- 27 نوفمبر – تاكويا أبه لاعب كرة قدم ياباني.

### ديسمبر
- 3 ديسمبر – دايجو واتانابي لاعب كرة قدم ياباني.
- 5 ديسمبر – شوهي أوياما متسابق دراجات نارية ياباني.
- 5 ديسمبر – يوسوكي كوندو لاعب كرة قدم ياباني.
- 6 ديسمبر – شوجي يامادا لاعب كرة قدم ياباني.
- 7 ديسمبر – إييتشيرو أوزاكي لاعب كرة قدم ياباني.
- 9 ديسمبر – مايوكي ماكيغوتشي مؤدّية صوت يابانية.
- 11 ديسمبر – نوبوهيرو كاتو لاعب كرة قدم ياباني.
- 17 ديسمبر – كادزماسا تاكاجي لاعب كرة قدم ياباني.
- 22 ديسمبر – شينغو نييجيمي لاعب كرة قدم ياباني.
- 22 ديسمبر – هيروشي هاتانو لاعب كرة قدم ياباني.
- 27 ديسمبر – ياسهارو ناكاجيما دراج ياباني.

## وفيات

### فبراير
- 13 فبراير – أويمورا ناؤمي (مواليد 1941) مستكشف ياباني.

### أغسطس
- 30 أغسطس – ساواكو اريوشي (مواليد 1931)

### نوفمبر
- 1 نوفمبر – موتو تاتسوهارا (مواليد 1913) لاعبو كرة قدم يابانيون.
- 30 نوفمبر – جيرو مياكي (مواليد 1901) لاعب كرة قدم ياباني.

### ديسمبر
- 24 ديسمبر – مينوبه ريوكيتشي (مواليد 1904) سياسي ياباني.